# Форже (Корез)
Форже (фр. Forgès) насеље је и општина у централној Француској у региону Лимузен, у департману Корез која припада префектури Тил.
По подацима из 2011. године у општини је живело 317 становника, а густина насељености је износила 30,39 становника/km². Општина се простире на површини од 10,43 km². Налази се на средњој надморској висини од 228 метара (максималној 455 m, а минималној 207 m).

## Демографија
| 1962. | 1968. | 1975. | 1982. | 1990. | 1999. | 2011. |
| ----- | ----- | ----- | ----- | ----- | ----- | ----- |
| 403   | 461   | 375   | 356   | 344   | 319   | 317   |

График промене броја становника у току последњих година